# Uranie

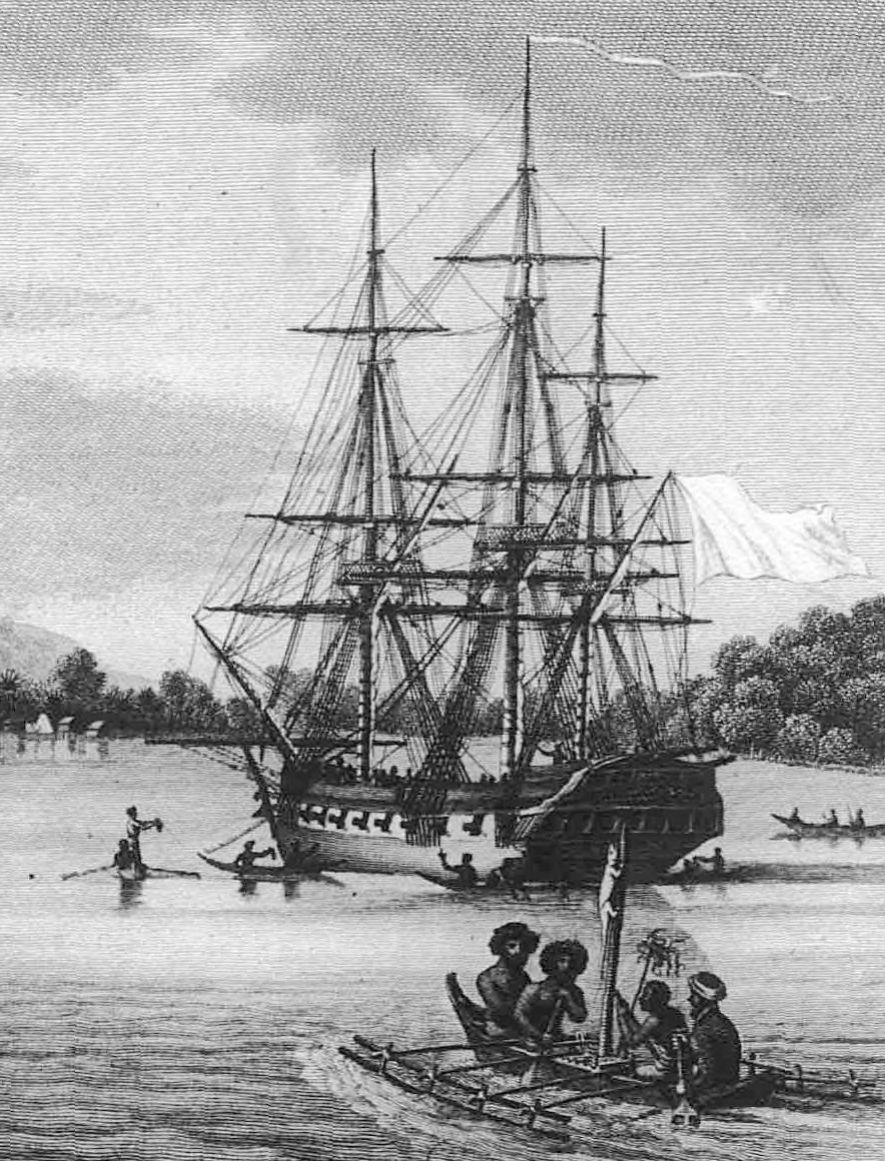
A Uranie ancorada na ilha de Rawak

Uranie foi uma embarcação francesa criada em 1811, com a qual Louis Claude de Saulces de Freycinet, entre 1817 a 1820, comandou uma expedição de circum-navegação ao redor do mundo. Essa expedição partiu de Toulon, na França, seguiu para o Brasil, e posteriormente rumo ao leste, passando pela África do Sul, ilhas da Oceania, e sofrendo um naufrágio nas Ilhas Maldivas.
Houve outras cinco embarcações da marinha francesa chamadas "Uranie", sendo estas construídas nos anos de 1791, 1797, 1800, 1803, e 1832. Entre estas, a construída em 1797, conhecida também como Géographe, também foi utilizada para uma expedição, a Expedição Baudin, ocorrida entre 1800 e 1802.

## História da embarcação
A "Uranie" iniciou sua trajetória denominando-se "La Ciotat", devido ao local em que foi construída. Foi uma embarcação concebida, em 1811, como uma "gabare", por Jacques-Noël Sané, engenheiro de construção naval francês. "Gabare" é um termo francês para denominar dois tipos de barcos tradicionais - um marítimo e um fluvial - ambos voltados para o transporte de mercadorias.  Em português denominamos este tipo de barco como "fragata" ou "gabarra". A Uranie se tratava de uma "Gabare" marítima. A "Gabare" marítima é uma embarcação que se tornou bastante popular nos séculos XVIII e XIX, devido às suas excelentes qualidades (capacidade de carga, robustez, segurança na navegação). Muitos exploradores utilizaram esse tipo de embarcação para explorações, e inclusive para circum-navegações.
Apesar de ter sido criada como uma "gabare", ao ser movida para Toulon a embarcação foi modificada e armada com dois canhões de caça e dez carradas de 24 libras, de modo a ser reclassificada. Tornou-se, então a corveta Uranie. Suas dimensões finais foram de 36 metros de comprimento por 9 metros de largura.

## Origem do nome
O nome "Uraine" foi conferido como uma homenagem a Urânia (Uranya), musa grega da astronomia. Como a navegação era uma prática guiada pelos conhecimentos astronômicos, é bastante comum que esta musa seja citada no campo das explorações marítimas. A deusa geralmente é representada junto a um globo terrestre e um compasso, simbolizando seu domínio sobre as questões geométricas envolvendo os corpos celestes.